# Angélique Del Rey
Pour les articles homonymes, voir Del Rey.
 (juillet 2024).
Si vous disposez d'ouvrages ou d'articles de référence ou si vous connaissez des sites web de qualité traitant du thème abordé ici, merci de compléter l'article en donnant les références utiles à sa vérifiabilité et en les liant à la section « Notes et références ».
Angélique Del Rey, née le 8 octobre 1974, est enseignante en philosophie française. Elle a enseigné au lycée Edgar Faure de Morteau. Elle a écrit plusieurs ouvrages critiquant  les méthodes pédagogiques fondées sur l'évaluation  et la notion de compétences. Elle s'oppose à l'expulsion d'enfants sans-papiers avec Stéphane Hessel. Elle dénonce une éducation qui n'est plus au service de l'homme mais de l'économie.
Angélique Del Rey fait partie des fondateurs du mouvement "Malgré tout" avec  Miguel Benasayag, François Gèze, Édith Charlton, et Annick Monte.

## Filmographie
- Ces sourds qui ne veulent pas entendre, 52 min, 2012[2].